# Wilhelmsfeld

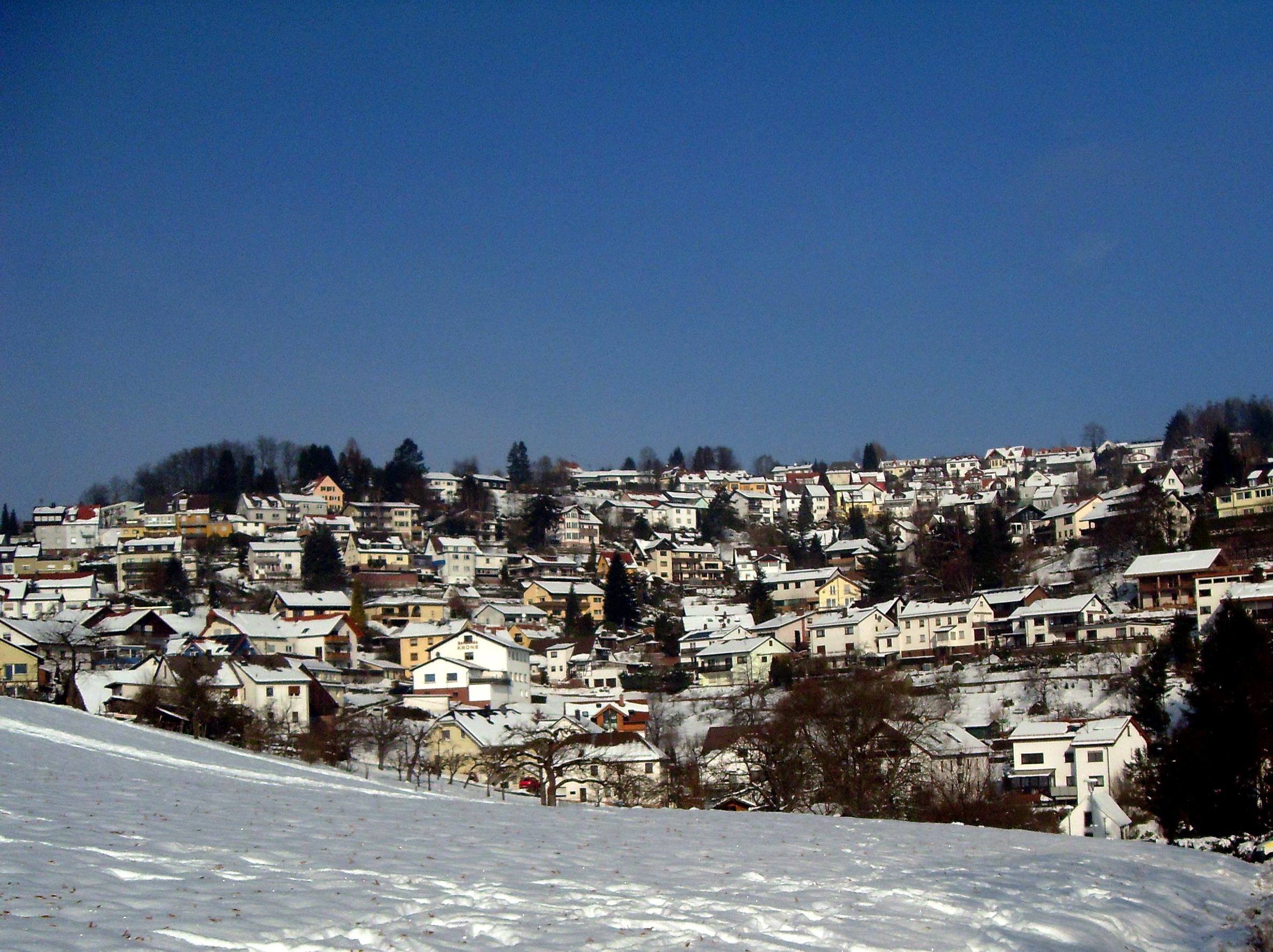
Wilhelmsfeld zimą 2013 roku

Wilhelmsfeld – miejscowość i gmina w Niemczech, w kraju związkowym Badenia-Wirtembergia, w rejencji Karlsruhe, w regionie Rhein-Neckar, w powiecie Rhein-Neckar, wchodzi w skład związku gmin Schönau. Leży w Odenwaldzie, ok. 10 km na północny wschód od Heidelbergu.

## Współpraca
- Calamba, Filipiny